# Vasso Karadassiou
Vassiliki "Vasso" Karadassiou, o Karantasiou  (in greco Βασιλική "Βάσω" Καραντάσιου?; Atene, 6 gennaio 1973), è una giocatrice di beach volley greca.

## Palmarès

### Europei
- 3 medaglie:
  - 3 ori (Jesolo 2001; Mosca 2005; Valencia 2007)